# Kathiawar
Kathiawar (o Saurashtra) és una península situada al nord-oest de l'Índia, a l'estat de Gujarat. Limita pel sud-oest amb les aigües del mar d'Aràbia, al nord-oest amb el golf de Kutch i al sud-est pel golf de Khambhat. Té una superfície de 59.570 km² aproximadament. La seva màxima longitud és de 354 km i l'amplada de 266 km. El 1901 s'assenyalava una població de 2.645.805 habitants incloent Diu aleshores portuguesa. Sota administració britànica estava formada pels territoris del Gaikwar de Baroda, els territoris britànics del districte d'Amedabad i el territori de l'agència de Kathiawar establerta el 1822 i amb 193 principats sota la seva administració.
Vegeu: Agència de Kathiawar
El territori és ondulat amb algunes serralades en diverses direccions; el nord en canvi és pla excepte per les muntanyes Thanga i les Mandav a l'oest, i algunes muntanyes a Halar; al sud a la vora de Gogha hi ha les principals muntanyes, les Gir, que corren paral·leles a la costa a uns 30 km al nord de Babriawar i Sorath i a la rodalia de Girnar. Al costat oposat hi ha la muntanya aïllada d'Osam i encara més a l'oest les muntanyes Barda que corren uns 30 km de nord a sud des de Ghumli a Ranawao. Les muntanyes Girnar tenen sostre a uns 1100 metres.
Els rius principals són el Bhadar, que neix a les muntanyes Mandav i corre al sud-oest desaiguant a la mar a Navibandar, després de 180 km; el Sukha Bhadar, que neix a le smateixes muntanyes, corre cap a l'est fins al golf de Cambay. Altres rius són el Aji, Machhu, Bhogava i Shetrunji; rierols són el Hansthal, Bhaunagar, Sundrai, Bavliali i Dholera.
Tot i la seva extensa costa no hi ha gaires bons ports, sent els millors Beyt al Okhamandal, Vavania, Jodiya, Berli i Salaya al golf de Kutch; Dholera, Bhaunagar i Gogha al golf de Cambay; i Mahuva, Jafarabad, Diu, Veraval, Mangrol, Navibandar, i Porbandar a les costes sud i oest. Les illes principals són Piram al golf de Cambay; Chanch, Shial i Diu a la costa sud; Beyt a l'oest; i les illes Chanka al golf de Kutch. Els únics llacs a destacar són el Nal al començament del Rann de Cambay, i el Gheds a la costa sud-oest prop de Madhavpur.

## Història
La península (o illa) ja fou coneguda de grecs i romans. Els musulmans la van anomenar Sorath del nom d'una ciutat destacada al sud-oest. No obstant la part oriental i central va agafar aviat el nom de Kathiawar per haver estat poblada pels kathis procedents de Kutch als segles xiii i xiv. Al segle XV tots els kathis van ser expulsats de Kutch i en els següents anys van dominar extensos territoris a la península.
Tres viatgers que van estar a la península als segles xvi i xvii la descriuen com illa: Varthema (1503-1508), Baldaeus (1672) i Alexander Hamilton (1690-1721), Encara el 1813 el capità Mac Murdo pensava que era una illa uns mesos a l'any i és possible que els temporals de 1820 haguessin unit el nord-est de Kathiawar amb la resta de Gujarat del que abans hauria estat separat.
Els marathes van estendre el nom de Kathiawar a tota la província, però pels bramans i els natius és anomenada generalment com Saurashtra.
Des de molt antigament Saurashtra va estar sota influència bramànica. El rei Asoka va escriure els seus edictes (segona meitat del segle iii aC) en una pedra de granit entre Junagarh i Girnar. Estrabó esmenta als saraostos que serien els seus habitants; fou conquerida pels reis indoescites. Al segle I i II s'hi acostaven mercaders d'Alexandria d'Egipte.
Després d'un domini dels kshatrapes van seguir els guptes de Kanauj, que van tenir uns sepanatis o virreis militars que van acabar com a reis de Saurashtra amb residència a Vallabhi-nagar (identificada amb la ciutat de Yala, a uns 30 km al nord-oest de Bhaunagar). En ensorrar-se l'imperi gupta, els rages vallabhis, la dinastia dels quals havia estat fundada per Bhattaraka, un comandant gupta, va estendre el seu control sobre Kutch i va derrotar els mers, que havien aconseguit estendre els seus dominis per Kathiawar entre el 470 i el 520. Sota el rei Dhurvasena II (632-640) va estar al país el peregrí xinès Hiuen Tsiang, que va visitar Va-la-pi (possiblement Vallabhi) i Su-la-ch'a (Saurashtra), descrivint als seus habitants com bons mariners i rics, i diu que hi havia molts budistes.
Com va caure Vallabhi no se sap però s'especula amb la influència que haurien tingut els musulmans del Sind en aquesta caiguda. Llavors es va establir el regne d'Anhilvada, amb seu a aquesta ciutat més al nord, al límit de Kathiawar entre 746 i 1298; en aquest temps van sorgir petits regnes i la tribu Jethwa va esdevenir poderosa a la part occidental. Mahmud de Gazni va saquejar Somnath el 1026. Anhilvada fou saquejada pels musulmans el 1194, i finalment conquerida per Delhi el 1298. Els jhales foren establerts al nord de Kathiawar pels reis d'Anhilvada; els gohels establerts finalment a l'est de la península, venien del nord i van entrar al segle XIII però es van retirar temporalment sota l'empenta musulmana que estaven conquerint el país; la decadència de Anhilvada els va permetre trobar nou llocs d'assentament. Els jadegues i kathis, procedents de l'oest (de Kutch) es van establir també a la metxia època. El 1324 Zafar Khan va destruir el temple de Somnath i va fundar el sultanat de Gujarat, i la seva dinastia va regnar de manera hegemònica del 1396 al 1535 i ja a manera defensiva fins al 1572 quan Gujarat fou conquerit per Akbar. Els sultans que tenien com a tributaris als petits sobirans de Kathiawar foren uns notables impulsors del comerç i van desenvolupar els ports de Mangrol, Veraval, Diu, Gogha i Cambay.
El 1509 van arribar a la costa els portuguesos. Bahadur Shah Gujarati fou derrotat per Humayun, fill de Baber, i llavors va permetre als portuguesos construir una factoria que va esdevenir fortalesa a Diu, després de l'assassinat a traïció de Bahadur (1537). Conquerit el Gujarat per Akbar el 1572, la regió fou governada per virreis. El 1705 hi van entrar els marathes que el 1760 dominaven la situació. Els petits senyors locals del Kathiawar van pagar tribut als marathes, però al mateix temps també fou una època de freqüents guerres entre ells. El Gaikwar de Baroda s'emportava la major part del tribut, una part per ell mateix i la resta pel seu cap el peshwa maratha.
El 1803 alguns prínceps locals van demanar ajut al resident britànic a Baroda, i van oferir posar el seu territori sota autoritat de la Companyia Britànica de les Índies Orientals. Així volien esdevenir independents del peshwa i del Gaikwar encara que acceptaven pagar algunes contribucions. El 1807 les forces de la companyia i del Gaikwar van entrar al Kathiawar i els caps locals van signar acords amb els britànics a canvi de mantenir l'orde i la pau entre ells. La petita resistència que hi va haver fou aplanada el 1808 pel coronel Walker, i es van fixar els tributs; el 1818 el peshwa fou deposat i els seus drets al Kathiawar van passar al govern britànic per la proclamació de Satara. El 1820 el Gaikwar va acceptar que els britànics recaptessin la totalitat i li paguessin la seva part.
Les nombroses cases sobiranes rajputs representaven antigues nissagues; algunes es fraccionaven entre diversos fills hereus cadascun dels quals rebia una part de l'estat.

## Llocs interessants
- Pedra d'Asoka
- Coves budistes excavades a la roca
- Coves i temples de Junagarh
- Temples jainistes de Girnar, i de les muntanyes Shetrunja a Palitana
- Ruïnes de Ghumli, antiga capital dels jethwes.